# 朝鮮民主主義人民共和国におけるLGBTの権利
朝鮮民主主義人民共和国においては可視化されたLGBTコミュニティやLGBTの社会運動は無く、刑法にて同性愛や異性装に関連した項目もない。結婚や性的指向、性同一性について一般国民の感情は非常に保守的であり、政府はゲイ男性について、資本主義の外国人の退廃性の象徴だとする立場を取っている。

## 刑法
北朝鮮政府が後援する Korean Friendship Association は以下の立場を取っている。
性的同意年齢について、刑法153条では15歳未満の少女と性行為を行なった男性は「重罪」と定めているが、同性間での適用については不明である。

## 憲法
北朝鮮の憲法では「国家のいかなる場所における公共活動についても市民は平等である」と定めている。しかしながら性的指向や性同一性を理由とした差別防止については明記されていない。また婚姻や家族に関する保護は明記されているが、同性結婚やシビル・ユニオンについても明記されていない。

## 家族形成
1950年代において、検閲を受けずに民衆の生活描写や性に関する表現はいかなるものにおいても極めて重大なタブーとされた。性については外国の資本主義における退廃の象徴として意図的な無視がされていた 。
結婚は朝鮮人男性と朝鮮人女性の間で交わされる一生涯のパートナーシップであり、子供を育てるためのものであるとされていた。離婚は稀な選択肢であり、婚姻外の性行為は政府により認められていなかった。
1980年代から90年代にかけて、非公式ながらも寛容な施策が取られたことで緩やかな変化が起こった。性教育や、公の場における婚姻関係や性同一性および性の描写などは認められていないものの、デートや婚前交渉、成人間の同意に基づく私的な性交渉などについては非公式ながらも容認されつつある。
しかしながら同性間カップルに対する政府やその関連組織やメディアによるの支援はほとんど行なわれていない。

## 検閲
政府による検閲は、出版をはじめとする全てのマスメディアに対して行なわれている。公の場において同性愛に触れることは認められず、同性愛の市民は異性との婚姻の圧力を受けているとされる。ボイス・オブ・アメリカの韓国語サービスでは、同性愛は国家において忌諱される話題であると指摘している。

## 軍務
朝鮮人民軍は、全ての志願兵に対して従軍期間中の最初の10年において禁欲を求めている。男性兵士の間でこの規則を破り異性との密会やレイプ、軍務内での同性間行為などが定期的に発生しているとされる。この同性間の関係性は個人の性的指向よりも機会的同性愛の傾向が強いとされる。

## 政治
政府公認の政党や政治団体以外の存在は認められていない。政府公認の3政党においてLGBTの権利に関する公約はない。性的指向や性同一性を理由とした差別やハラスメント防止に関連する法律はない。
世界規模で同性愛の非犯罪化や性的指向に基づいた差別解消を求める「国連における性的指向や性同一性に関する決議」について北朝鮮は反対の立場を取っている。反対理由の詳細は不明とされる。
北朝鮮のプロパガンダは、同性愛を西洋社会（とりわけアメリカ人）のモラル失墜の証として描写することが度々ある。プエブロ号事件をモデルにした短編作品 "Snowstorm in Pyongyang" (ハングル：평양에서 눈보라、2000年)では、逮捕されたプエブロ号船員が北朝鮮の捕縛者に対して同性愛の許可を求めるシーンがある。

## AIDS/HIV
北朝鮮の公式見解ではAIDS患者は国内に存在しないとしている。政府は国連のNGOによるパンデミックに関するヘルスケア教育を制限しているが、パンデミックに関する討論会などを制限している徴候はみられない。